# Брусилівка
Брусилівка — річка в Україні, у Брусилівському районі Житомирської області. Права притока Здвижу (басейн Дніпра).

## Опис
Довжина річки 12 км. Площа басейну 27,7 км².

## Розташування
Бере початок на північному заході від Соловіївки. Тече переважно на північний схід через Морозівку і в Брусилові впадає у річку Здвиж, праву притоку Тетерева.